# Afrikaanse snip
De Afrikaanse snip (Gallinago nigripennis) is een vogel uit de familie van strandlopers en snippen (Scolopacidae).

## Verspreiding en leefgebied
Deze soort komt voor in oostelijk, het zuidelijke deel van Centraal-en zuidelijk Afrika en telt drie ondersoorten:
- G. n. aequatorialis: van Ethiopië tot oostelijk Congo-Kinshasa, oostelijk Zimbabwe en noordelijk Mozambique.
- G. n. angolensis: Angola en noordelijk Namibië tot Zambia en westelijk Zimbabwe.
- G. n. nigripennis: zuidelijk Mozambique en Zuid-Afrika.